# Gary Coulibaly
Gary Coulibaly (ur. 30 marca 1986 w Bastii) – francuski piłkarz malijskiego pochodzenia występujący na pozycji pomocnika. Były reprezentant Francji do lat 20.

## Kariera
Coulibaly rozpoczął swoją karierę w klubie SC Bastia, dla którego w ciągu czterech lat rozegrał 32 spotkania ligowe. W lipcu 2008 roku został zawodnikiem FC Istres i w swoim pierwszym sezonie awansował wraz z zespołem do Ligue 2. Dwa lata później Coulibaly został sprzedany do AS Monaco. Pod koniec stycznia 2014 roku odszedł z klubu.

## Statystyki kariery
(aktualne na dzień 1 lutego 2014)
| Klub               | Sezon              | Liga               | Liga  | Liga   | Puchar Francji | Puchar Francji | Puchar Ligi Francuskiej | Puchar Ligi Francuskiej | Europa | Europa | Suma  | Suma   |
| Klub               | Sezon              | Liga               | Mecze | Bramki | Mecze          | Bramki         | Mecze                   | Bramki                  | Mecze  | Bramki | Mecze | Bramki |
| ------------------ | ------------------ | ------------------ | ----- | ------ | -------------- | -------------- | ----------------------- | ----------------------- | ------ | ------ | ----- | ------ |
| SC Bastia          | 2004/05            | Ligue 1            | 1     | 0      | 0              | 0              | 0                       | 0                       | –      | –      | 1     | 0      |
| SC Bastia          | 2005/06            | Ligue 2            | 5     | 0      | 0              | 0              | 0                       | 0                       | –      | –      | 5     | 0      |
| SC Bastia          | 2006/07            | Ligue 2            | 26    | 0      | 1              | 0              | 1                       | 0                       | –      | –      | 28    | 0      |
| SC Bastia          | 2007/08            | Ligue 2            | 0     | 0      | 0              | 0              | 0                       | 0                       | –      | –      | 0     | 0      |
| FC Istres          | 2008/09            | National           | 33    | 1      | 0              | 0              | 1                       | 0                       | –      | –      | 34    | 1      |
| FC Istres          | 2009/10            | Ligue 2            | 34    | 0      | 1              | 0              | 2                       | 0                       | –      | –      | 37    | 0      |
| FC Istres          | 2010/11            | Ligue 2            | 36    | 3      | 2              | 0              | 1                       | 0                       | –      | –      | 39    | 3      |
| FC Istres          | 2011/12            | Ligue 2            | 4     | 2      | 0              | 0              | 2                       | 0                       | –      | –      | 6     | 2      |
| AS Monaco          | 2011/12            | Ligue 2            | 32    | 1      | 3              | 0              | 0                       | 0                       | –      | –      | 35    | 1      |
| AS Monaco          | 2012/13            | Ligue 2            | 16    | 0      | 1              | 0              | 1                       | 0                       | –      | –      | 18    | 0      |
| AS Monaco          | 2013/14            | Ligue 1            | 0     | 0      | 0              | 0              | 0                       | 0                       | –      | –      | 0     | 0      |
| Ogólnie w karierze | Ogólnie w karierze | Ogólnie w karierze | 187   | 7      | 8              | 0              | 8                       | 0                       | 0      | 0      | 203   | 7      |